# Лібор Журек
Лібор Журек (чеськ. Libor Žůrek, нар. 2 листопада 1979, Коєтин) — чеський футболіст, що грав на позиції нападника.
Виступав, зокрема, за клуб «Банік», з яким став чемпіоном та володарем Кубка Чехії, а також молодіжну збірну Чехії, у складі якої став чемпіоном Європи 2002 року.

## Клубна кар'єра
Народився 2 листопада 1979 року в місті Коєтин. Вихованець футбольної школи клубу «Банік». Дорослу футбольну кар'єру розпочав 1999 року в основній команді того ж клубу, в якій провів вісім сезонів, взявши участь у 153 матчах чемпіонату. Він святкував з командою чемпіонський титул у сезоні 2003/04 і здобуття Кубка Чехії у сезоні 2004/05. З 11 забитими голами він залишається найкращим бомбардиром «Баніка» за всю історію останнього турніру.
Згодом з 2007 по 2010 рік грав у складі команди «Тескома» (Злін), а в липні перейшов у «Вікторію» (Пльзень). Втім у цій команді через велику конкуренцію рідко виходив на поле, тому на початку 2021 року перейшов у словацький «Татран». Тут він грав до зимової перерви сезону 2011/12, коли клуб перестав на нього розраховувати. В результаті 31 березня 2012 року гравець і клуб домовилися про розірвання контракту.
Надалі Лібор Журек виступав за команду третьої ліги «Ганацка Славія», де провів лише півроку, а перед весняною частиною сезону перейшов до австрійського аматорського клубу «Шпрацерн», де провів два роки. Через два роки він став гравцем «Швайггерса», а влітку 2014 року перейшов у «Саллінгберг».
Завершував кар'єру на батьківщині в аматорських клубах «Козловице» та «Славой» (Коєтин).

## Виступи за збірні
1994 року дебютував у складі юнацької збірної Чехії (U-15), загалом на юнацькому рівні взяв участь у 10 іграх, відзначившись одним забитим голом.
Протягом 2000—2002 років залучався до складу молодіжної збірної Чехії, з якою брав участь у молодіжному чемпіонаті Європи 2002 року у Швейцарії, де збірна Чехії виграла свій перший титул, обігравши у фіналі Францію по пенальті. Всього на молодіжному рівні зіграв у 13 офіційних матчах, забив 5 голів.

## Титули і досягнення
- Чемпіон Чехії (1):

«Банік» (Острава): 2003/04
- Володар Кубка Чехії (1):

«Банік» (Острава): 2004/05
Збірні
- Чемпіон Європи (U-21): 2002